# Wang Yuegu
Wang Yuegu, född 10 juni 1980 i Kina, är en singaporiansk bordtennisspelare som tog OS-silver i damlagstävlingen i Peking år 2008 tillsammans med Feng Tianwei och Li Jiawei. Detta var för övrigt Singapores första olympiska medalj sedan ett tyngdlyftningssilver vid olympiska sommarspelen 1960.

## Meriter

### Olympiska meriter

#### Olympiska sommarspelen 2008
| Idrottare  | Gren   | Grundomgång          | Omgång 1             | Omgång 2             | Omgång 3                                 | Omgång 4             | Kvartsfinal          | Semifinal            | Final                |
| Idrottare  | Gren   | Motståndare Resultat | Motståndare Resultat | Motståndare Resultat | Motståndare Resultat                     | Motståndare Resultat | Motståndare Resultat | Motståndare Resultat | Motståndare Resultat |
| ---------- | ------ | -------------------- | -------------------- | -------------------- | ---------------------------------------- | -------------------- | -------------------- | -------------------- | -------------------- |
| Wang Yuegu | Singel |                      |                      |                      | Wu (DOM) L 9-11, 11-9, 2-11, 8-11, 10-12 | Gick inte vidare     | Gick inte vidare     | Gick inte vidare     | Gick inte vidare     |